# The Beach Boys: An American Family
The Beach Boys: An American Family è un film tv del 2000 scritto da Kirk Ellis e diretto da Jeff Bleckner. Si tratta di una versione romanzata dei primi anni di carriera dei The Beach Boys, seguiti dalla formazione della band nei primi anni sessanta fino al picco di popolarità come innovatori musicali, attraverso il declino di fine anni sessanta (e la battaglia di Brian Wilson con la malattia mentale), e la rinascita di metà anni settanta.
Il film tv è stato trasmesso in due parti dall'emittente ABC Television negli Stati Uniti.
Nel 2000, Brian Wilson disse a proposito del film: «Non mi piace, penso fosse di pessimo gusto ... E fa schifo. Penso faccia veramente schifo!». Inoltre aggiunse: «Non mi è piaciuta la seconda parte. Non è molto fedele a come sono andate le cose veramente. Mi piacerebbe vedere un altro film su di noi se fosse fatto nel modo giusto. Ma ho semplicemente voltato le spalle a questo, o la faccia, o qualsiasi altra cosa. Era meglio ignorarlo perché non era vero».

## Frase di lancio
«As a band they rose to stardom. As a family, they fell from grace».